# Francisco Tanco
José Francisco Gómez Tanco (Valverde de Leganés, Badajoz, España, 22 de abril de 1953) es un exfutbolista español que se desempeñaba como defensa. En la actualidad entrenador en la Escuela de Fútbol de Sabadell, academia de fútbol base que fundó con su amigo y exjugador Lino Gutiérrez en 1993. El también exjugador, combina sus actividades como director técnico con su función como “guía para una formación tanto deportiva como filosófica de los niños”.

## Clubes
| Club                 | País   | Año       |
| -------------------- | ------ | --------- |
| Rayo Vallecano       | España | 1972-1973 |
| Cádiz C. F.          | España | 1973-1976 |
| Rayo Vallecano       | España | 1976-1980 |
| A. D. Almería        | España | 1980-1981 |
| C. E. Sabadell F. C. | España | 1981-1985 |